# Mister istoric
Misterul istoric  este un subgen ce provine din alte două genuri literare, ficțiunea istorică și ficțiunea de mister. Aceste lucrări se petrec într-o perioadă de timp considerată istorică din perspectiva autorului, iar intriga centrală implică rezolvarea unui mister sau a unei crime (de obicei omucidere). Deși lucrări care combină aceste genuri există cel puțin de la începutul secolului XX, multi consideră că seria Cadfael Chronicles (1977–1994) a lui Ellis Peters  a răspândit genul ce avea să devină mai târziu cunoscut sub numele de mister istoric.   Popularitatea și prevalența din ce în ce mai mare a acestui tip de ficțiune în deceniile următoare a generat un subgen distinct recunoscut atât de industria editorială cât și de biblioteci.     Publishers Weekly  a notat în 2010 despre acesta: „Ultimul deceniu a cunoscut o puternică dezvoltare, atât în cantitate cât și în calitate. Niciodată nu au fost publicate atât de multe mistere istorice, de către atâția scriitori talentați și care să acopere o gamă atât de largă de perioade și locuri. "  Editorul Keith Kahla concluzionează spunând că: „Dintr-un grup restrâns de scriitori cu o audiență foarte specializată, misterul istoric a devenit un gen apreciat de critici, mereu prezent pe lista de bestseller-uri din New York Times.  
Încă din 1999,  Crime Writers 'Association a acordat premiul CWA Historical Dagger romanelor de gen.  Conferința Left Coast Crime a acordat premiul său In memoriam Bruce Alexander  pentru Mister Istoric (pentru mistere stabilite înainte de 1950) încă din 2004. 

## Origini
Deși termenul „whodunit” (cineafăcut) a apărut undeva pe la începutul anilor 1930,    s-a susținut că poveștile cu detectivi în sine își găsesc originile încă din 429 î.Hr. în piesa  Oedip Rege  de Sofocle și în istorisirea din secolul al X-lea „ Cele trei mere ” din O mie și una de nopți .   În timpul dinastiei Ming din China (1368–1644), s-au scris romane populare gon'gan („caz de crimă”) în care magistrații guvernamentali - în principal personajele istorice Di Renjie din timpul dinastiei Tang (618–907) și Bao Zheng din timpul Dinastiei Song (960–1279) - investighează cazurile și apoi determină vinovăția și aplică pedeapsa în calitate de judecători. Poveștile se petreceau în trecut, însă conțineau multe anacronisme . Robert van Gulik a dat peste manuscrisul chinezesc scris în mod anonim din secolul al XVIII-lea, Di Gong An, în opinia sa, mai apropiat de tradiția occidentală a ficțiunii detective decât alte povești gon'gan și, astfel, mult mai probabil să atragă cititori non-chinezi, iar în 1949 l-a publicat în engleză drept  Celebrele cazuri ale Judecătorului Dee . Ulterior, el a scris propriile povești ale Judecătorului Dee (1951–1968) în același stil și aceeasi perioadă.   
Probabil prima lucrare modernă engleză care poate fi clasificată atât ca ficțiune istorică, cât și ca mister este însă povestea din 1911 a lui Melville Davisson Post, „Îngerul Domnului”, care îl prezintă pe detectivul amator Unchiul Abner din perioada premergătoare războiului civil american din Virginia de Vest .   Barry Zeman de la organizația Mystery Writers of America numește povestirile unchiului Abner drept „punctul de plecare pentru adevărate mistere istorice”.  În cele 22 de povești din seria Unchiul Abner pe care Post le-a scris între 1911 și 1928, personajul descifrează misterele locale, cu ajutorul spiritului său de observație puternic și prin cunoașterea Bibliei.  Abia în 1943, scriitorul american Lillian de la Torre a făcut ceva similar în povestea „Marele sigiliu al Angliei”, adunând figurile literare din secolul al XVIII-lea Samuel Johnson și James Boswell în rolurile lui Sherlock Holmes și Dr. Watson în ceea ce va deveni prima instanță din seria de povești Dr. Sam: Johnson, Detector .    În 1944, Agatha Christie a publicat Moartea vine ca sfârșitul, un roman de mister în  Egiptul antic și primul mister istoric cap coadă.     În 1950, John Dickson Carr a publicat cel de-al doilea roman de mister istoric, intitulat „Mireasa lui Newgate”, setat la sfârșitul războaielor napoleoniene .  

## Popularizare
În 1970, Peter Lovesey a început o serie de romane în care apare sergentul Cribb, un detectiv din era victoriană, iar seria Amelia Peabody a lui Elizabeth Peters (1975-2010) a urmat aventurile doamnei / arheologului victorian titular în timp ce rezolva misterele din jurul săpăturilor sale arhelogice de la începutul secolului XX în Egipt .  Însă poveștile de mister istorice au rămas o ciudățenie până la sfârșitul anilor '70, cu succesul lui Ellis Peters și ale ei Cronici Cadfael (1977–1994), ce-l prezentau pe fratele Cadfael , un călugăr benedictin  și setat în localitatea Shrewsbury din secolul al XII-lea.    Numele trandafirului (1980) de Umberto Eco a contribuit, de asemenea, la popularizarea conceptului, iar începând cu 1979, autoarea Anne Perry a scris două serii de mistere ale epocii victoriene în care erau prezenți Thomas Pitt (1979–2013) și William Monk (1990–2013). Cu toate acestea, abia în 1990, popularitatea genului s-a extins semnificativ cu lucrări precum romanele Falco ale lui Lindsey Davis (1989-2010), setate în Imperiul Roman din perioada domniei lui Vespasian ; Seria SPQR a lui John Maddox Roberts (1990–2010) și romanele Roma Sub Rosa ale lui Steven Saylor (1991–2010), ambele setate în Republica Romană în secolul I î.Hr.;  și diversele serii ale lui Paul Doherty, inclusiv misterele medievale ale lui Hugh Corbett (1986–2010), Tristele mistere ale fratelui Athelstan (1991–2012) și Poveștile de mister și crimă din Canterbury (1994–2012). Pentru Mammoth Book of Historical Detectives (1995) de Mike Ashley, F. Gwynplaine MacIntyre a scris „Death in the Dawntime”, un mister al camerei încuiate (sau mai bine zis, misterul peșterii sigilate), setat în Australia în jurul anului 35.000 î.Hr., despre care Ashley sugerează că este cel mai îndepărtat mister istoric stabilit până în prezent.  Diana Gabaldon a început seria Lordul John în 1998, prezentând un personaj secundar recurent din seria ei Outlander, Lord John Gray, ca un nobil-ofițer militar-detectiv amator din Anglia secolului al XVIII-lea.    Folosind pseudonimul Ariana Franklin, Diana Norman a scris patru romane Mistress of the Art of Death  în perioada 2007 - 2010, având în prin plan vraciul englez din secolul al XII-lea, Adelia Aguilar . 
Publishers Weekly a notat în 2010 despre acest gen: „Ultimul deceniu a cunoscut o puternică dezvoltare, atât în cantitate cât și în calitate. Niciodată nu au fost publicate atât de multe mistere istorice, de către atâția scriitori talentați și care să acopere o gamă atât de largă de perioade și locuri. "  Editorul Keith Kahla concluzionează spunând că: „Dintr-un grup restrâns de scriitori cu o audiență foarte specializată, misterul istoric a devenit un gen apreciat de critici, mereu prezent pe lista de bestseller-uri din New York Times.”  

## Premii
În 1999, Crime Writers 'Association a acordat primul premiu CWA Historical Dagger la un roman de gen.  Premiul a fost numit Ellis Peters Historical Dagger până în 2012. În 2014, Endeavour Press a sponsorizat premiul, care s-a numit Endeavour Historical Dagger pentru premiile din 2014 și 2015.  Conferința Left Coast Crime a acordat premiul său In memoriam Bruce Alexander  pentru Mister Istoric (pentru mistere stabilite înainte de 1950) încă din 2004. 

## Variații
Într-o răstălmăcire timpurie a genului, „ The Daughter of Time ” a lui Josephine Tey (1951) prezintă un detectiv modern care profită de o ședere extinsă în spital, cercetând cazul din secolul al XV lea al lui Richard al III-lea al Angliei și Prinții din Turn .  The Talisman Ring (1936) de  Georgette Heyer, în perioada Angliei anului 1793, este un roman din perioada Regenței cu elemente de mister pe care Jane Aiken Hodge a numit-o „foarte aproape de o poveste detectivă în costum de epocă”.  Multe dintre celelalte romane istorice ale lui Heyer au elemente thriller, dar într-o măsură mult mai mică.  
Alte variante includ romane de mister stabilite în cronologii alternative ale istoriei sau chiar lumi fantastice . Acestea ar include The Ultimate Solution (1973) de Eric Norden și Fatherland (1992) de Robert Harris, ambele fiind proceduri polițienești stabilite în linii temporale alternative în care naziștii au câștigat al doilea război mondial ; Seria Lord Darcy a lui Randall Garrett, care are loc într-un secol XX în care magia este posibilă; și The Idylls of the Queen (1982) a lui Phyllis, Ann Karr, , setat la curtea regelui Arthur, așa cum este descris în mitul Arthurian și fără nicio încercare de acuratețe istorică. 
Genul nu include ficțiunea contemporană în momentul scrierii, precum operele canonice ale lui Arthur Conan Doyle, Sherlock Holmes, din Anglia victoriană sau cărțile Lordul Peter Wimsey de Dorothy L. Sayers, din perioada interbelică . Cu toate acestea, cărțile ulterioare cu Holmes și Wimsey, scrise de alți autori, zeci de ani mai târziu, ar putea fi clasificate drept mistere istorice.    

## Listă de detectivi istorici fictivi
Următoarea listă constă in detectivi istorici fictivi în ordinea cronologică a perioadei de timp în care aceștia apar: 
| Detectiv                                 | Locația                                       | Perioada                             | Autor                                     | Titlu original                               | Anul apariției             |
| ---------------------------------------- | --------------------------------------------- | ------------------------------------ | ----------------------------------------- | -------------------------------------------- | -------------------------- |
| Locotenentul Bak                         | Egiptul Antic                                 | Secolul XV î. Hr                     | Lauren Haney                              | The Right Hand of Amon                       | 1997                       |
| Amerokte                                 | Egiptul Antic                                 | Secolul XV î. Hr                     | Paul Doherty                              | The Mask of Ra                               | 1998                       |
| Lordul Meren                             | Egiptul Antic                                 | Secolul XIV î. Hr                    | Lynda S. Robinson                         | Murder in the Place of Anubis                | 1994                       |
| Rahotep                                  | Egiptul Antic                                 | Secolul XIV î. Hr                    | Nick Drake                                | Nefertiti: The Book of the Dead              | 2006                       |
| Heracles Pontor                          | Atena în perioada Clasică                     | Sfârșitul sec. V î.Hr                | José Carlos Somoza                        | The Athenian Murders                         | 2000                       |
| Nicolaos                                 | Atena în perioada Clasică                     | Secolul V î. Hr                      | Gary Corby                                | The Pericles Commission                      | 2010                       |
| Alexandru cel Mare                       | Grecia Antică                                 | Secolul IV î. Hr                     | Paul Doherty                              | A Murder in Macedon                          | 1997                       |
| Senatorul Decius Metellus                | Republica Romană                              | Secolul I î. Hr                      | John Maddox Roberts                       | SPQR                                         | 1990                       |
| Gordian                                  | Republica Romană                              | Secolul I î. Hr                      | Steven Saylor                             | Roman Blood                                  | 1991                       |
| Marcus Corvinus                          | Roma                                          | Secolul I d.Hr                       | David Wishart                             | Ovid                                         | 1995                       |
| Marcus Didius Falco                      | Imperiul Roman                                | Între 70 -77 d.Hr                    | Lindsey Davis                             | The Silver Pigs                              | 1989                       |
| Flavia Gemina                            | Imperiul Roman                                | Între 79 - 81 d.Hr                   | Caroline Lawrence                         | The Thieves of Ostia                         | 2001                       |
| Libertus                                 | Imperiul Roman                                | Sfârșitul secolului al II la d.Hr    | Rosemary Rowe                             | The Germanicus Mosaic                        | 1999                       |
| John, Lord Șambelan                      | Constantinopol                                | Secolul VI                           | Mary Reed/Eric Mayer                      | One for Sorrow                               | 1999                       |
| Judecătorul Dee                          | China                                         | Secolul VII                          | Robert van Gulik                          | Di Gong An                                   | 1949                       |
| Li Kao                                   | China                                         | Secolul VII                          | Barry Hughart                             | Bridge of Birds                              | 1984                       |
| Sora Fidelma                             | Irlanda                                       | Secolul VII                          | Peter Tremayne                            | Absolution by Murder                         | 1994                       |
| Părintele George                         | Imperiul Bizantin                             | Secolul VIII                         | Harry Turtledove                          | Farmers' Law                                 | 2000                       |
| Sugawara Akitada                         | Japonia                                       | Secolul XI                           | I. J. Parker                              | "Instruments of Murder"                      | 1997                       |
| Lassair                                  | Anglia                                        | Secolul XI                           | Alys Clare                                | Out of the Dawn Light                        | 2009                       |
| Fratele Cadfael                          | Țara Galilor și Anglia                        | 1120, 1137–1145                      | Ellis Peters                              | A Morbid Taste for Bones                     | 1977                       |
| Justin de Quincy                         | AngliaAnglia                                  | Secolul XII                          | Sharon Kay Penman                         | The Queen's Man                              | 1996                       |
| Josse d'Acquin/Stareță de Hawkenlye      | Anglia                                        | Secolul XII                          | Alys Clare                                | Fortune Like the Moon                        | 1999                       |
| Magdalene la a Bâtarde                   | Londra                                        | Secolul XII                          | Roberta Gellis                            | A Mortal Bane                                | 1999                       |
| Adelia Aguilar                           | Anglia                                        | Secolul XII                          | Ariana Franklin                           | Mistress of the Art of Death                 | 2007                       |
| Hugh Corbett                             | Anglia                                        | Secolul XIII                         | Paul Doherty                              | Satan in St Mary's                           | 1986                       |
| Theophilos (Feste)                       | Illyria, Constantinopol, Tyr, Danemarca, etc. | Secolul XIII                         | Alan Gordon                               | Thirteenth Night                             | 1999                       |
| Edwin Weaver                             | Anglia                                        | Secolul XIII                         | Catherine Hanley                          | The Sins of the Father                       | 2009                       |
| Oldřich de Chlum                         | Bohemia și Moravia                            | Secolul XIII                         | Vlastimil Vondruška                       | Dýka s hadem (Dagger with a snake)           | 2002                       |
| Fratele William de Baskerville           | Italia                                        | 1327                                 | Umberto Eco                               | The Name of the Rose                         | 1980                       |
| Baldwin de Furnshill                     | Devon                                         | Secolul XIV                          | Michael Jecks                             | The Last Templar                             | 1995                       |
| Matthew Bartholomew                      | Anglia                                        | Secolul XIV                          | Susanna Gregory                           | A Plague on Both Your Houses                 | 1996                       |
| Mathilde of Westminster                  | Anglia                                        | Secolul XIV                          | Paul Doherty                              | The Cup of Ghosts                            | 2005                       |
| Fratele Athelstan                        | Londra                                        | Sfârșitul secolului XIV              | Paul Doherty                              | The Nightingale Gallery                      | 1991                       |
| Owen Archer                              | York                                          | Sfârșitul secolului XIV              | Candace Robb                              | The Apothecary Rose                          | 1993                       |
| Roger the Chapman                        | Anglia                                        | Secolul XV                           | Kate Sedley                               | Death and the Chapman                        | 1991                       |
| Dame Frevisse                            | Oxfordshire                                   | Secolul XV                           | Margaret Frazer                           | The Novice's Tale                            | 1992                       |
| Kathryn Swinbrooke                       | Anglia                                        | Secolul XV                           | Paul Doherty                              | A Shrine of Murders                          | 1993                       |
| Acatl, Mare Preot al lui Mictlantecuhtli | Tenochtitlan                                  | 1480                                 | Aliette de Bodard                         | "Obsidian Shards" (novella)                  | 2007                       |
| Sir Roger Shallot                        | Anglia                                        | Secolul XVI                          | Paul Doherty                              | The White Rose Murders                       | 1991                       |
| Nicholas Segalla                         | - Anglia - Edinburg - Franța - Viena          | - 1558 - 1567 - 1793 - 1889          | Paul Doherty                              | A Time for the Death of a King               | 1994                       |
| Matthew Shardlake                        | Londra                                        | Secolul XVI                          | C. J. Sansom                              | Dissolution                                  | 2003                       |
| Bianca Goddard                           | Londra                                        | Secolul XVI                          | Mary Lawrence                             | The Alchemist's Daughter                     | 2015                       |
| Giordano Bruno                           | Londra                                        | Secolul XVI                          | S. J. Parris                              | Heresy                                       | 2010                       |
| Sir Robert Carey                         | Carlisle, apoi Londra                         | Sfârșitul secolului XVI              | Patricia Finney (writing as P F Chisholm) | A Famine of Horses                           | 1994                       |
| Sano Ichirō                              | Japonia în era Genroku                        | Secolul XVII                         | Laura Joh Rowland                         | Shinjū                                       | 1994                       |
| Thomas Chaloner                          | Anglia                                        | Secolul XVII                         | Susanna Gregory                           | A Conspiracy of Violence                     | 2006                       |
| Benjamin Weaver                          | Anglia                                        | 1720                                 | David Liss                                | A Conspiracy of Paper                        | 2000                       |
| Canaletto                                | Anglia                                        | Secolul XVIII                        | Janet Laurence                            | Canaletto and the Case of Westminster Bridge | 1997                       |
| John Fielding                            | Anglia                                        | Secolul XVIII                        | Bruce Alexander Cook                      | Blind Justice                                | 1994                       |
| Lord John Grey                           | Anglia, Prusia, Scoția și Jamaica             | 1756–1761                            | Diana Gabaldon                            | Lord John and the Hellfire Club              | 1998                       |
| Samuel Johnson/James Boswell             | Anglia                                        | Secolul XVIII                        | Lillian de la Torre                       | "The Great Seal of England"                  | 1943                       |
| Dick Darwent                             | Anglia                                        | 1815                                 | John Dickson Carr                         | The Bride of Newgate                         | 1950                       |
| Matthew Hawkwood                         | Anglia                                        | Secolul XVIII                        | James McGee                               | Trigger Men                                  | 1985                       |
| Sergent Cribb                            | Anglia                                        | Secolul XIX                          | Peter Lovesey                             | Wobble to Death                              | 1970                       |
| Thomas Pitt                              | Anglia                                        | Secolul XIX                          | Anne Perry                                | The Cater Street Hangman                     | 1979                       |
| William Monk                             | Anglia                                        | Secolul XIX                          | Anne Perry                                | The Face of a Stranger                       | 1990                       |
| Doamna Jeffries                          | Anglia                                        | Secolul XIX                          | Emily Brightwell                          | The Inspector and Mrs. Jeffries              | 1993                       |
| Edmund Blackstone                        | Anglia                                        | Anii 1820                            | Richard Falkirk                           | Blackstone                                   | 1972                       |
| Benjamin January                         | New Orleans                                   | 1833                                 | Barbara Hambly                            | A Free Man of Color                          | 1997                       |
| Yashim Eunucul                           | Imperiul Otoman                               | 1836                                 | Jason Goodwin                             | The Janissary Tree                           | 2006                       |
| Unchiul Abner                            | Virginia de Vest                              | Mijlocul secolului XIX               | Melville Davisson Post                    | "The Angel of the Lord"                      | 1911                       |
| Erast Fandorin                           | Rusia, Japonia, etc.                          | 1876–1914                            | Boris Akunin                              | The Winter Queen                             | 1998                       |
| Ambrose Bierce                           | San Francisco                                 | Sfârșitul secolul XIX                | Oakley Hall                               | Ambrose Bierce and the Queen of Spades       | 1998                       |
| William Murdoch                          | Toronto                                       | Anii 1890                            | Maureen Jennings                          | Except the Dying                             | 1997                       |
| Sora Pelagia                             | Rusia                                         | Anii 1890 sau începutul secolului XX | Boris Akunin                              | Pelagia and the White Bulldog                | 2000 (Rusă) 2006 (Engleză) |
| Amelia Peabody                           | Egipt                                         | 1884–1923                            | Elizabeth Peters                          | Crocodile on the Sandbank                    | 1975                       |
| Alexander von Reisden                    | Boston                                        | Începutul secolului XX               | Sarah Smith                               | The Vanished Child                           | 1992                       |
| Simon Ziele                              | New York                                      | Începutul secolului XX               | Stefanie Pintoff                          | In the Shadow of Gotham                      | 2009                       |
| Mary Russell                             | În toată lumea                                | Începutul secolului XX               | Laurie R. King                            | The Beekeeper's Apprentice                   | 1994                       |
| Joe Sandilands                           | India Colonială, Europa                       | Anii 1920/1930                       | Barbara Cleverly                          | The Last Kashmiri Rose                       | 2001                       |
| Bernie Günther                           | Berlin                                        | 1934–1954                            | Philip Kerr                               | March Violets                                | 1989                       |
| Laetitia Talbot                          | Creta, Burgundia, Atena                       | Anii 1920                            | Barbara Cleverly                          | The Tomb of Zeus                             | 2007                       |
| Phryne Fisher                            | Melbourne                                     | Anii 1920                            | Kerry Greenwood                           | Cocaine Blues                                | 1989                       |
| Profesorul John Stableford               | AngliaAnglia                                  | Anii 1930                            | de:Rob Reef                               | Stableford on Golf                           | 2013                       |
| Lady Georgiana                           | Anglia/Scoția                                 | Anii 1930                            | Rhys Bowen                                | Her Royal Spyness                            | 2007                       |
| Alexei Korolev                           | Moscova                                       | 1936                                 | William Ryan                              | The Holy Thief                               | 2010                       |
| Kasper Meier                             | Berlin                                        | 1946                                 | Ben Fergusson                             | The Spring of Kasper Meier                   | 2014                       |